# Muralles de Caudiel
La Muralla de Caudiel, a la comarca de l‘Alt Palància, és un recinte emmurallat que està catalogat com a Bé d'interés cultural amb codi identificatiu: 12.07.043-003, segons consta en la Direcció General de Patrimoni Artístic de la Generalitat Valenciana, encara que no queda quasi res dempeus, i les poques restes que en queden estan disseminades pels edificis més antics de la vila, formant part de la seua estructura.

## Història
Caudiel és una població d'origen musulmà, tot i que s'hi poden trobar restes d'una presència romana anterior. El nucli poblacional devia estar constituït per alqueries musulmanes amb la típica estructura fortificada.
La zona va ser conquerida per les tropes del rei  Jaume I al mateix temps que la zona de Xèrica, l'any 1233, i en 1255 passà a ser propietat del fill de Jaume I, Jaume Pérez, dins del senyoriu de Xèrica, del qual formava part.
Durant els primers anys de reconquesta, la muralla va ser enderrocada, i no es té constància que es tornara a edificar cap altre recinte emmurallat posteriorment.

## Descripció
Les poques restes de les muralles musulmanes de Caudiel estan immerses en construccions antigues de la localitat, en alguns casos formant part de les façanes, com el que es coneix com a "tram de les monges", on es poden apreciar modificacions més modernes com l'obertura d'espitlleres per al foc fuseller, alguna de les quals estan actualment cegades. També s'aprecien petits portals que degueren ser portes d'accés.